# Język odżibwe
Język odżibwe (ang. Ojibwe, również: Anishinaabe) – język z rodziny algonkiańskiej, używany przez ponad 50 tysięcy rdzennych mieszkańców południowo-wschodniej Kanady (prowincje Ontario i Manitoba, częściowo również Saskatchewan, Alberta i Kolumbia Brytyjska) i północno-wschodnich Stanów Zjednoczonych (od Michigan do Montana).
Dzieli się na kilka dialektów. Wraz z językami kri, ottawa, algonkińskim i kilkoma innymi tworzy kontinuum językowe, określane przez niektórych specjalistów mianem języków odżibwe. Języki odżibwe stanowią trzeci język indiański w Kanadzie pod względem liczby użytkowników (po kri i inuktitut).
Z punktu widzenia typologii lingwistycznej języki odżibwe wykazują cechy polisyntetyczne i fleksyjne.

## Użytkownicy
Według spisu powszechnego w Kanadzie z 2016 roku językami odżibwe posługuje się 25 440 osób (spadek o 5,4% w stosunku do roku 2011). 15 210 osób posługuje się językiem odżibwe-kri, uważanym za dialekt odżibwe. W Stanach Zjednoczonych mieszka 8371 osób w wieku powyżej 5 lat, posługujących się językiem odżibwe.